# Faith (bài hát của George Michael)
"Faith" là một bài hát của nghệ sĩ thu âm người Anh quốc George Michael nằm trong album phòng thu đầu tay cùng tên của ông (1987). Nó được phát hành như là đĩa đơn thứ hai trích từ album vào ngày 12 tháng 10 năm 1987 bởi Columbia Records. Tương tự như phần còn lại của album, bài hát được viết lời và sản xuất bởi Michael, xuất phát từ một ý tưởng được đề xuất từ nhà sản xuất Dick Leahy về việc nam ca sĩ nên sáng tác một tác phẩm mang hơi hướng rock and roll. "Faith" chịu nhiều ảnh hưởng từ âm nhạc của Bo Diddley, trong đó bắt đầu với một đoạn từ bài hát năm 1984 của ban nhạc mà Michael từng đóng vai trò giọng ca chính Wham! "Freedom" được chơi bằng đàn organ bởi Chris Cameron, bên cạnh những âm thanh từ tiếng đàn guitar, búng tay, vỗ tay, trống lục lạc và hi-hat. Nội dung của nó đề cập đến một người đàn ông đã trải qua nhiều tan vỡ trong tình yêu, nhưng anh luôn có niềm tin rằng một tình yêu đích thực sẽ đến cuộc đời anh trong tương lai.
Sau khi phát hành, "Faith" nhận được những phản ứng tích cực từ các nhà phê bình âm nhạc, trong đó họ đánh giá cao giai điệu bắt tai và hấp dẫn cũng như quá trình sản xuất nó, đồng thời gọi đây là một điểm nhấn nổi bật từ album. Ngoài ra, bài hát còn gặt hái nhiều giải thưởng và đề cử tại những lễ trao giải lớn, bao gồm đề cử tại giải Juno năm 1989 cho Đĩa đơn quốc tế của năm. "Faith" cũng tiếp nhận những thành công vượt trội về mặt thương mại, đứng đầu các bảng xếp hạng ở Úc, Bỉ, Canada, Ý, Hà Lan và New Zealand, và lọt vào top 10 ở tất cả những quốc gia nó xuất hiện, bao gồm vươn đến top 5 ở nhiều thị trường lớn như Áo, Đức, Ireland, Na Uy, Tây Ban Nha, Thụy Điển và Vương quốc Anh. Tại Hoa Kỳ, nó đạt vị trí số một trên bảng xếp hạng Billboard Hot 100 trong bốn tuần liên tiếp, trở thành đĩa đơn quán quân thứ ba của Michael và đầu tiên dưới cương vị nghệ sĩ hát đơn, đồng thời nắm giữ ngôi vị đĩa đơn thành công nhất năm 1988 tại đây.
Video ca nhạc cho "Faith" được đạo diễn bởi Andy Morahan, trong đó bao gồm những cảnh Michael lắc lư và hát với một cây đàn guitar, bên cạnh những hiệu ứng nền được thay đổi màu sắc liên tục xuyên suốt video. Nó đã nhận được một đề cử tại giải Video âm nhạc của MTV năm 1988 ở hạng mục Chỉ đạo nghệ thuật xuất sắc nhất. Được ghi nhận là bài hát trứ danh trong sự nghiệp của nam ca sĩ, bài hát đã được hát lại và sử dụng làm nhạc mẫu bởi nhiều nghệ sĩ, như Greg Wise, Michael J. Fox, John Mayer, Keith Urban, Adam Lambert, Darren Criss, Estelle và Limp Bizkit, cũng như xuất hiện trong nhiều tác phẩm điện ảnh và truyền hình, bao gồm Bitter Moon, Community, Cold Case, EastEnders, Keanu, House, The Office, Only Fools and Horses, Ready Player One, Walking on Sunshine và Will & Grace. Ngoài ra, "Faith" còn nằm trong nhiều album tuyển tập của Michael, như Ladies & Gentlemen: The Best of George Michael (1998) và Twenty Five (2006).

## Danh sách bài hát
Đĩa 7" tại châu Âu và Anh quốc
1. "Faith" – 3:16
2. "Hand To Mouth" – 4:36

Đĩa 12" tại châu Âu và Anh quốc
1. "Faith" – 3:16
2. "Faith" (không lời) – 3:07
3. "Hand to Mouth" – 4:36

## Xếp hạng
| Bảng xếp hạng (1987-88)               | Vị trí cao nhất |
| ------------------------------------- | --------------- |
| Úc (Kent Music Report)                | 1               |
| Áo (Ö3 Austria Top 40)                | 4               |
| Bỉ (Ultratop 50 Flanders)             | 1               |
| Canada (RPM)                          | 1               |
| Canada Adult Contemporary (RPM)       | 1               |
| Châu Âu (European Hot 100 Singles)    | 1               |
| Phần Lan (Suomen virallinen lista)    | 5               |
| Pháp (IFOP)                           | 6               |
| Đức (Official German Charts)          | 5               |
| Ireland (IRMA)                        | 2               |
| Ý (FIMI)                              | 1               |
| Hà Lan (Dutch Top 40)                 | 1               |
| Hà Lan (Single Top 100)               | 1               |
| New Zealand (Recorded Music NZ)       | 1               |
| Na Uy (VG-lista)                      | 3               |
| Tây Ban Nha (AFYVE)                   | 3               |
| Thụy Điển (Sverigetopplistan)         | 9               |
| Thụy Sĩ (Schweizer Hitparade)         | 4               |
| Anh Quốc (OCC)                        | 2               |
| Hoa Kỳ Billboard Hot 100              | 1               |
| Hoa Kỳ Adult Contemporary (Billboard) | 5               |
| Hoa Kỳ Dance Club Songs (Billboard)   | 17              |

| Bảng xếp hạng (1987)                 | Vị trí |
| ------------------------------------ | ------ |
| Úc (Kent Music Report)               | 73     |
| Bỉ (Ultratop 50 Flanders)            | 23     |
| Canada (RPM)                         | 45     |
| Châu Âu (European Hot 100 Singles)   | 68     |
| Ý (FIMI)                             | 7      |
| Hà Lan (Dutch Top 40)                | 14     |
| Hà Lan (Single Top 100)              | 15     |
| UK Singles (Official Charts Company) | 29     |
| Bảng xếp hạng (1988)                 | Vị trí |
| Úc (ARIA)                            | 19     |
| Áo (Ö3 Austria Top 40)               | 29     |
| US Billboard Hot 100 (Hoa Kỳ)        | 1      |

| Bảng xếp hạng (1980-89) | Vị trí |
| ----------------------- | ------ |
| Hà Lan (Dutch Top 40)   | 44     |

| Bảng xếp hạng                 | Vị trí |
| ----------------------------- | ------ |
| US Billboard Hot 100 (Hoa Kỳ) | 150    |

## Chứng nhận
| Quốc gia | Chứng nhận  | Số đơn vị/doanh số chứng nhận |
| --- | ----------- | ----------------------------- |
| Úc (ARIA) | 2× Bạch kim | 140.000‡                      |
| Canada (Music Canada) | Vàng        | 50.000^                       |
| Hà Lan (NVPI) | Vàng        | 75.000^                       |
| Anh Quốc (BPI) | Bạc         | 250.000‡                      |
| Hoa Kỳ (RIAA) | Vàng        | 500.000^                      |
| * Chứng nhận dựa theo doanh số tiêu thụ. ^ Chứng nhận dựa theo doanh số nhập hàng. ‡ Chứng nhận dựa theo doanh số tiêu thụ và phát trực tuyến. |             |                               |